# Сутили
Сутили (рос. Сутыли) — присілок в Плюському районі Псковської області Російської Федерації.
Населення становить 11 осіб. Входить до складу муніципального утворення Муніципальне утворення Плюса.

## Історія
Від 2015 року входить до складу муніципального утворення Муніципальне утворення Плюса.

## Населення
| 2001 | 2002 | 2010 |
| ---- | ---- | ---- |
| 16   | ↘12  | ↘11  |